# Explosions in the Sky
Explosions in the Sky ist eine US-amerikanische Post-Rock-Band. Die Mitglieder sind Munaf Rayani (Gitarre), Mark Smith (Gitarre), Michael James (Bass) und Chris Hrasky (Schlagzeug).

## Geschichte
Gegründet wurde Explosions in the Sky im Jahr 1999 in Austin, Texas. Die vier Mitglieder, allesamt Filmfans, lernten sich Anfang des Jahres in einem Restaurant namens „Milto's Pizza Pub“ kennen, verstanden sich auf Anhieb und trafen sich dann im April zu einer ersten Jamsession. Diese verlief sehr erfolgreich und die Band spielte im August 1999 ihren ersten Auftritt vor Publikum.
Der Bandname entstand am 4. Juli 1999, inspiriert durch ein Feuerwerk anlässlich der Feierlichkeiten zum Unabhängigkeitstag.
Am 23. Januar 2000 fand die erste offizielle Show im „Emo’s“ in Austin statt, am 8. November 2000 der erste Auftritt außerhalb von Austin im „Rubber Gloves“ in Denton. Im Herbst 2000 nahm die Band die Filmmusik zum Independentfilm Cicadas (Regie: Kat Candler) auf. Ihren ersten Auftritt in Europa hatte sie im Dezember 2001, im September 2002 folgte die erste Tour in Europa, deren Höhepunkt ein Auftritt in London bei John Peel war. Als erste Shows in Asien gab es im November 2002 zwei Auftritte in Taiwan.

## Diskografie

### Alben
- 2000: How Strange, Innocence
- 2001: Those Who Tell the Truth Shall Die, Those Who Tell the Truth Shall Live Forever
- 2003: The Earth Is Not a Cold Dead Place
- 2005: The Rescue
- 2007: All of a Sudden I Miss Everyone
- 2011: Take Care, Take Care, Take Care
- 2013: Prince Avalanche: An Original Motion Picture Soundtrack (Explosions in the Sky & David Wingo)
- 2014: Lone Survivor (Explosions in the Sky & Steve Jablonsky)
- 2016: The Wilderness
- 2021: Big Bend (An Original Soundtrack for Public Television)
- 2023: End

### Weitere Veröffentlichungen
- Großteil der Stücke zum Hollywood-Film Friday Night Lights (2004)
- Mitwirkung an den Compilations Refurnished Robots (1999) und Thank You (2004)
- Musik zum Film American Primeval (2025)